# 何春明
何春明（英語：Stephan He Chunming；1894年—1986年11月12日；聖名：斯德望），是天主教中國籍神父，中國天主教愛國會自選自聖河南開封總教區主教（1958年-1986年）。

## 生平
何春明出生於1894年，在清朝河南省開封府。1907年，他13歲時進入南陽小修院學習。1924年，何春明在30歲時於開封宗座代牧區晉鐸。晉鐸先後出任民權、蘭考、陳留、睢縣和開封的堂區主任司鐸。
1949年10月1日，中國共產黨在中國大陸地區建立中華人民共和國，並開始針對天主教進行宗教迫害及打壓，教會已經無法正常運作。1951年4月2日，開封總教區陽霖總主教被捕，且其他的外籍傳教士也先後被捕及與陽霖總主教驅逐出境。同年，中國政府在全國各地推動三自愛國運動，強迫神職人員斷絕與教宗共融。何春明選舉政府合作及發表自立革新宣言，並自任開封總教區代主教。1956年7月，參加在北京舉行中國天主教愛國會籌備會議，為友愛國會的37位發起人之一。
1958年4月8日開封總教區的神職人員、修女和信徒由中國政府控制的中國天主教友愛會強迫下選出何春明，成為開封總教區主教候選人。1962年1月21日，何春明在北京與高庸、劉安祉、葉蔭雲、夏學謙、李德化和林泉共7人，由遼寧奉天總教區總主教皮漱石主禮，陝西盩厔教區主教李伯漁、湖北襄陽教區主教易宣化、河北獻縣教區主教趙振聲、山東濟南總教區非法主教董文隆、江蘇南京總教區非法主教李維光和上海教區非法主教張家樹襄禮自選自聖晉牧。事後，因何春明在未獲得時任教宗庇護十二世准許，自選自聖違反《天主教法典》被絕罰。
1983年，何春明當選成為湖北中南神哲學院副董事長。1986年11月12日，何春明神父在中國河南省開封逝世，享年91歲。